# Dicranomyia hamata
Dicranomyia hamata là một loài ruồi trong họ Limoniidae. Chúng phân bố ở miền Cổ bắc.